# Lazar Dokić
Lazar Dokić, cyr. Лазар Докић (ur. 27 września 1845 w Belgradzie, zm. 13 grudnia 1893 w Opatii) – serbski polityk i lekarz, premier Królestwa Serbii (1893), minister spraw zagranicznych Serbii (1893), minister edukacji Serbii (1893).

## Życiorys
Po ukończeniu gimnazjum w Belgradzie studiował medycynę w Wiedniu i w Pradze. Po powrocie do kraju pracował przez 15 lat jako lekarz rejonowy w Užicach. W czasie wojny serbsko-tureckiej (1876-1877) służył w Korpusie Šumadijskim jako lekarz wojskowy. Po wojnie objął stanowisko profesora anatomii i fizjologii na Uniwersytecie Belgradzkim. Od 1883 pełnił funkcję osobistego lekarza rodziny królewskiej.
Politycznie związany z Narodową Partią Radykalną w 1889 stanął na czele Rady Państwa. Po przejęciu władzy w kraju przez Aleksandra Obrenovicia w 1893, Lazar Dokić otrzymał misję tworzenia nowego rządu. Kierował także resortami spraw zagranicznych i edukacji. Dwa miesiące po objęciu funkcji premiera z powodu ciężkiej choroby płuc podał się do dymisji (5 grudnia 1893). Zmarł osiem dni później.
W listopadzie 1892 otrzymał godność honorowego członka Serbskiej Królewskiej Akademii Nauk.

## Życie prywatne
Był żonaty, miał trójkę dzieci (Đuro, Ivan, Ljubica).